# Saint-Hilaire-le-Petit
Saint-Hilaire-le-Petit  là một xã thuộc tỉnh Marne trong vùng Grand Est đông nam nước Pháp. Xã này nằm ở khu vực có độ cao trung bình 104 mét trên mực nước biển. Diện tích là 22,76 km2, dân số năm 1999 là 263 người.
Sông Suippe chảy qua xã Saint-Hilaire-Petit.